# Fossocytheridea
Fossocytheridea is een geslacht van uitgestorven kreeftachtigen uit de klasse van de Ostracoda (mosselkreeftjes).

## Soorten
- Fossocytheridea anfisulcata Bergue, Fauth, Vieira, Santos & Viviers, 2011 †
- Fossocytheridea ballentae Piovesan & Nicolaidis in Piovesan, Nicolaidis, Fauth & Viviers, 2013 †
- Fossocytheridea elegans Piovesan & Nicolaidis in Piovesan, Nicolaidis, Fauth & Viviers, 2013 †
- Fossocytheridea lenoirensis Swain & Brown, 1964 †
- Fossocytheridea posterodentata Bergue, Fauth, Vieira, Santos & Viviers, 2011 †
- Fossocytheridea santosensis Bergue, Fauth, Vieira, Santos & Viviers, 2011 †
- Fossocytheridea ventrotuberculata Bergue, Fauth, Vieira, Santos & Viviers, 2011 †